# سدلیتسه (ناحیه ستراکونیتسه)
سدلیتسه (به چکی: Sedlice) یک منطقهٔ مسکونی و شهرستان دارای شهرک سابقاً روستا در جمهوری چک است که در ناحیه ستراکونیتسه واقع شده‌است. سدلیتسه ۱٬۲۴۳ نفر جمعیت دارد.